# Tsugphud Namgyal
Tsugphud Namgyal (Sikkimesisch: tibetisch གཅུག་ཕུད་རྣམ་རྒྱལ་; Wylie: gtsug phud rnam rgyal; geb. 1785; gest. 1863) war König von Sikkim von 1793 bis 1863. Er erlangte 1815 die Unabhängigkeit vom Königreich Nepal und herrschte ab 1861 unter britischem Protektorat.

## Leben
Unter seinem Vater Tenzing Namgyal wurde der größte Teil von Sikkim von Nepal erobert. Tsugdpud Namgyal kehrte 1793 nach Sikkim zurück und beanspruchte den Thron. Weil die Hauptstadt Rabdentse zu nah an der Nepalesischen Grenze lag, verlegte er die Regierung nach Tumlong. Seine Mutter war die Gyalyum Anyo, eine Tochter von Chandzod Karwang.
Sikkim verbündete sich mit British in Indien, welches Nepal ebenfalls als Feind behandelte. Nepal überrannte jedoch den größten Teil der Region und löste damit 1814 den Gurkha-Krieg mit der British East India Company aus. Der Vertrag von Sugauli und der Vertrag von Titalia übertrug das annektierte Gebiet 1817 wieder an Sikkim.
1835 trat Tsugphud Namgyal Darjeeling gegen eine jährliche Gebühr an die Ostindien-Kompanie ab, aber diese Geschäftsbeziehung wurde abgebrochen, nachdem er den Botaniker Joseph Hooker und den Superintendenten von Darjeeling, Archibald Campbell während deren Expedition nach Sikkim gefangen nahm. Daraufhin wurden zwei britische Militärexpeditionen 1850 und 1861 unternommen und Sikkim 1861 annektiert. Unter dem Vertrag von Tumlong, welcher im selben Jahr schon von seinem Nachfolger Sidkeong Namgyal unterzeichnet wurde, wurde Tsugphud der Titel Maharadscha von Sikkim verliehen und er dankte im folgenden Jahr ab. An seinem Tod 1863, im Alter von 78 Jahren, hatte er 69 Jahre lang über Sikkim geherrscht, was ihn zum Chogyal mit der längsten Regierungszeit und zum ältesten Chogyal in der Geschichte von Sikkim macht.